# 신시바우라역
신시바우라역(일본어: 新芝浦駅, しんしばうらえき)은 일본 가나가와현 요코하마시 쓰루미구에 있는, 동일본 여객철도·일본화물철도의 철도역이다. 쓰루미 선이 지나간다.

## 역 구조
상대식 2면 2선 구조의 지상역이다. 동쪽 승강장은 아사노 방면 상행선이, 서쪽 승강장은 우미시바우라 방면 하행선이 사용한다. 간이 개찰기에서 스이카 및 제휴 교통카드의 사용이 가능하다.
도시바 게이힌 사업소로 이어지는 전용 철도선이 있다.

## 역세권 정보
- 도시바 게이힌 사업소

## 역사
- 1932년 6월 10일 - 쓰루미 임항철도의 역으로 개업하였다.
- 1943년 7월 1일 - 국유화에 따라 일본국유철도의 소속이 되었다.
- 1987년 4월 1일 - 민영화에 따라 동일본 여객철도와 일본화물철도의 소속이 되었다.
- 2002년 3월 22일 - 스이카의 사용이 가능해졌다.

## 갤러리

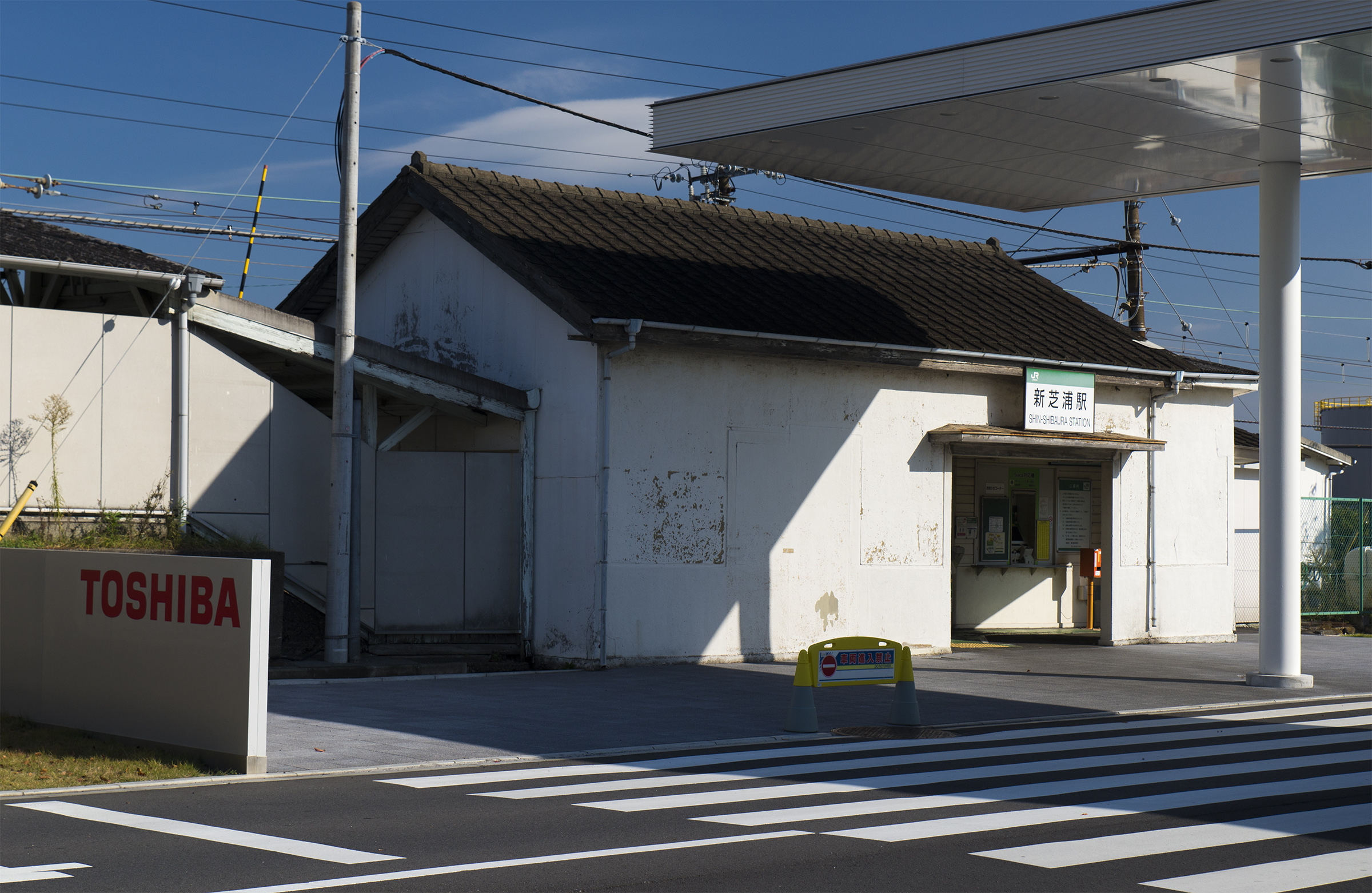
역사

## 인접역
| 동일본 여객철도 쓰루미 선 우미시바우라 지선 | 동일본 여객철도 쓰루미 선 우미시바우라 지선 | 동일본 여객철도 쓰루미 선 우미시바우라 지선 |
| ------------------------------------------- | ------------------------------------------- | ------------------------------------------- |
| JI 05 아사노 쓰루미 방면                    | 쓰루미 선 우미시바우라 지선                 | JI 52 우미시바우라 방면                     |